# Paul Bourdarie
Paul Bourdarie (Montfaucon, 19 de julio de 1864 - Vayrac, 21 de febrero de 1950) fue un explorador, periodista, profesor y conferenciante francés.

## Biografía

### Expediciones al África
En 1893, Bourdarie partió en misión de estudios hacia África. El informe que redactó describió la cultura de los productores de lima de Gabón, la necesidad de establecer granjas experimentales y la construcción de un puerto en Pointe-Noire, que sería la terminal del ferrocarril desde Brazzaville. Los problemas de recolección del caucho que describió llevaron al Ministerio de las Colonias a importar Hevea brasiliensis a Guinea, Costa de Marfil y Dahomey, y Palaquium gutta a Gabón. 
De 1894 a 1897, Bourdarie fue secretario general de la Société Africaine de France. Preparó la expedición al Chad de Ferdinand de Béhagle, quien fue ahorcado en 1899 en Dikoa. Bourdarie emprendió luego la repatriación de la misión de Béhagle y propuso la construcción de un ferrocarril alrededor de los rápidos de Bangui. 

### Actividades en Francia
En 1896, Bourdarie escribió una columna titulada "El arte de colonizar" en el periódico La France. Entre 1896 y 1898, dio conferencias sobre la domesticación de elefantes en África y entre 1904 y 1905, sobre el establecimiento del cultivo del algodón en África. 
En 1906, Bourdarie fundó la revista llamada Revue indigène: Organe des intérêts des ineligènes aux colonies et pays de protectorat para promover una política liberal en el tratamiento de los pueblos indígenas, y que se publicó en París de 1906 a 1932. Abogó por el respeto de las instituciones de las sociedades colonizadas, por una modernización progresiva mediante la colaboración entre las élites tradicionales y las autoridades coloniales, y por la concesión progresiva de derechos políticos, incluido el voto y la ciudadanía francesa, permitiendo al mismo tiempo que los pueblos colonizados conservaran sus leyes, costumbres y culturas tradicionales. 
Impartió cursos sobre historia y sociología del África Ecuatorial Francesa y conferencias sobre actualidad, política y las lecciones coloniales de la guerra. En 1915, inició el proyecto de fundar la Gran Mezquita de París con un instituto musulmán asociado y realizó un viaje a Marruecos en 1916. 
A partir de 1917 y hasta su retirada en 1943, ocupó diversos cargos, entre ellos el de presidente de la División de Asuntos Coloniales y Exteriores de la Liga de Naciones o el de secretario permanente de la Academia de Ciencias Coloniales, actual Academia de Ciencias de Ultramar. 

## Obras
Bourdarie publicó numerosos artículos, informes y discursos, entre otros los siguientes:
- Les Chemins de fer du Congo et du Centre-Afrique.
- La Domestication de l'éléphant d'Afrique.
- L'Éléphant d'Afrique, mesures internationales de protection.
- La Colonisation belge.
- Les Problèmes de la politique indigène et économique du Congo français.
- La Grande guerre considérée au point de vue colonial. La Lutte des impérialismes coloniaux.
- Une politique coloniale française.
- L'Exploitation du domaine colonial. Un projet de collaboration étrangère.
- L'Angleterre, l'Egypte et l'Hinde. L'Islam et la Politique internationale.

## En la Ciencia
El pez Enteromius bourdariei ( Pellegrin, 1928) recibe su nombre en honor a Bourdarie. 